# Domnall II de Dalriada
Pour les articles homonymes, voir Donald.
Domnall Donn mac Conaill roi des Scots de Dál Riata de 689 à 696.

## Origine
Fils de Conall Crandomna, il succède à son frère Máel-Duin mac Conaill comme roi du Dalriada. Le Duan Albanach lui attribue un règne de 13 ans sur lequel nous avons pas d’information.

## Règne
Les Annales d'Ulster nous indiquent qu’il a été tué 696 sans préciser s'il s’agit d’un meurtre ou d’une mort au combat. Après sa disparition le trône de Dalriada fut occupé par Ferchar Fota roi du Cenél Loairn qui était devenu de facto le principal souverain des Scots depuis près de 20 ans.

## Sources
- (en) Alfred P. Smyth, Warlords and Holy Men Scotland ad 80~1000, Edinburgh, Edinburgh University Press, 1984, 279 p. (ISBN 0748601007).
- (en) James E. Fraser, From Caledonia to Pictland, Scotland to 795, Edinburgh, Edinburgh University Press, coll. « The New Edinburgh History of Scotland » (no 1), 2009, 436 p. (ISBN 978-0-7486-1232-1), p. 244, 249-250, 283.
- (en) Ann Williams,Alfred P. Smyth, D P Kirby, A Bibliographical Dictionary of Dark Age Britain (England, Scotland and Wales c.500-c.1050), Londres, Seaby, 1991, 253 p. (ISBN 1 852640472).